# Gujarat
Gujarat ([ˈɡudʒ(ə)ɾaːt̪] ⓘ) là một bang miền Tây Ấn Độ, có diện tích 196.024 km2 (75.685 dặm vuông Anh) với đường bờ biển dài 1.600 km (990 mi) và dân số hơn 60 triệu người. Bang tiếp giáp với Rajasthan về phía bắc, Maharashtra về phía nam, Madhya Pradesh về phía đông, biển Ả Rập và tỉnh Sindh của Pakistan về phía tây. Thành phố lớn nhất là Gandhinagar, còn thủ phủ là Ahmedabad. Ngôn ngữ chính thức là tiếng Gujarat.
Tại đây có một vài nơi mà các di tích văn minh thung lũng sông Ấn còn sót lại, như Lothal và Dholavira. Lothal được cho là một trong các cảng biển đầu tiên trên thế giới. Những thành phố ven biển của Gujarat, nhất là Bharuch và Khambhat, đóng vai trò là các cảng và trung tâm thương mại vào thời kỳ đế quốc Maurya và Gupta, và trong các triều đại Saka Phó vương Miền Tây.
Gujarat đã được người Hy Lạp cổ đại biết đến từ lâu, và đã quen thuộc với các trung tâm của các nền văn minh Tây phương vào cuối thời Trung Cổ châu Âu. Văn bản cổ nhất về lịch sử hàng hải hai nghìn năm của Gujarat là một cuốn sách Hy Lạp tên Periplus Maris Erythraei.
Về hành chính tổng quát, Gujarat có thể được chia ra làm 4 vùng:
• Nam Gujarat
• Trung Gujarat
• Bắc Gujarat
• Saurashtra (& Kutch)
Saurashtra là một vùng bán đảo, 3 bề là ven Biển Ả Rập. Nó rộng khoảng một phần ba của bang Gujarat. Một trong những đặc sản của nó là xoài Kesar, được đánh giá là "ngon nhất thế giới", và được người Ấn Độ cho danh hiệu là “Nữ hoàng xoài”.